# منظمة أيام للفتيات
إن «أيام للفتيات» حركة عالمية تقوم بإعداد حلول صحية مستدامة وتوزيعها على الفتيات أثناء فترة الطمث فبعضهن قد يغيب عن المدرسة خلال فترة الدورة الشهرية، وقد أسست سيليست ميرجنز الأمريكية هذه المنظمة غير الهادفة للربح في عام 2008، فبعد زيارتها لدار للأيتام في نيروبي، كينيا، اكتشفت أن الفتيات أثناء فترة الطمث يلزمن مهاجعهن لعدة أيام جالسات على الورق المقوى لامتصاص دماء الحيض لأنهن لا يستطيعن تحمل نفقات مواد النظافة الصحية النسائية، كان أول ما قامت به هو جمع تبرعات من الفوط الصحية التي تستخدم لمرة واحدة، لكنها أدركت أن هذا ليس حلاً مستدامًا وليس لدى الفتيات أي وسيلة للتخلص من الفوط المستخدمة، ثم طوّرت الفكرة فصنعت فوط قابلة للغسيل وقابلة لإعادة الاستخدام، ووفرت للفتيات مجموعة من الأدوات الشخصية التي يحتاجن إليها لمواصلة دراستهن دون التفريط في نظافتهن الشخصية أو كرامتهن، وبحلول عام 2018، وصلت مجموعة أدوات حركة أيام للفتيات (المصممة لتدوم حتى ثلاث سنوات) وبرامج التثقيف الصحي إلى أكثر من مليون فتاة وامرأة في أكثر من 100 دولة.
صنع تلك الأدوات متطوعون يعملون كفنانين خياطة منفردين أو جزءًا من فريق وبعضًا منهم يستمرون في عملهم حتى يصبحوا من أعلام ذلك المجال، كما تشكلت هذه المجموعات في العديد من البلدان، بما في ذلك أستراليا وكندا ونيوزيلندا والمملكة المتحدة  والولايات المتحدة، وتُضع تلك الأدوات في حقيبة ذات رباط وتشمل فوط صحية قابلة لإعادة الاستخدام تتكون من جوانب وخطوط ملونة بالإضافة إلى سراويل داخلية وفوطة وصابون وأكياس بلاستيكية قابلة للإغلاق وأشياء أخرى، فتتمكّن الفتيات من حمل الفوط الصحية النظيفة والمستعملة في خفية كما تمكنهن من تلبية احتياجات النظافة الشخصية الخاصة بهن، وخلال عمليات التوزيع، تتلقى النساء والفتيات أيضًا التثقيف الصحي لكسر الوصمات والمحرمات الثقافية المرتبطة بالحيض.
في عام 2012، أطلقت منظمة أيام للفتيات الدولية برنامجًا للشركات لمساعدة النساء المحليات على تأسيس مؤسسات اجتماعية لصنع تلك الأدوات وتوزيعها في بلادهن، والآن أصبح ما يقرب من 70 مؤسسة تابعة لمنظمة أيام للفتيات موجودة في أكثر من 12 بلدًا في إفريقيا وآسيا وأمريكا اللاتينية، وفي بعض المناطق المختارة ولتحسين الاستدامة، تأتي مجموعة أدوات  «أيام للفتيات» أيضًا بأكواب الحيض التي تستطيع المرأة أن تستخدمها لوقت أطول من الفوط الصحية القابلة للغسيل.
يقع مقر منظمة أيام للفتيات الدولية  في بيلينجهام، واشنطن، الولايات المتحدة، ولديها مكاتب في غانا وغواتيمالا ونيبال وأوغندا، كما أن تأثير المنظمة وشفافيتها مكنتها من الحصول على تقييمات عالية من منظمة جايد ستار، ومنحت الرابطة الأمريكية للمتقاعدين سيليست ميرجنز، مؤسسة المنظمة والمديرة التنفيذية، جائزة الهدف النبيل في عام 2017.